# کانگ اون کیونگ
کانگ اون کیونگ (کره‌ای: 강은경؛ زادهٔ ۲۵ ژوئیه ۱۹۷۱) فیلم‌نامه‌نویس تلویزیونی اهل کره جنوبی است. او بیشتر به خاطر نویسندگی درام‌های کره‌ای همچون کتاب خانواده گو، دکتر رمانتیک، دنیای متأهلی و حالا داریم بهم می‌زنیم شناخته می‌شود.